# Camí dels Planells

El Camí dels Planells, respecte del terme d'Abella de la Conca

El Camí dels Planells és un camí tortuós dels termes municipals d'Isona i Conca Dellà (antic terme d'Orcau) i d'Abella de la Conca, tot dins de la comarca del Pallars Jussà.
Arrenca del Camí de la Serra, en terme municipal d'Isona i Conca Dellà, i s'adreça sempre cap a llevant, entrant de seguida en el terme d'Abella de la Conca per la Viella. Passa al sud de les Costes, i arriba als Planells just en trobar el Camí de Carreu. Passa pel sud de Casa Xinco, i arriba a Cal Xinco Vell, on acaba. La major part pertany a la partida de les Vielles.

## Etimologia
Pren el nom de los Planells, zona que enllaça tant amb Abella de la Conca com amb Basturs i Sant Romà d'Abella.